# Elmore (Ohio)

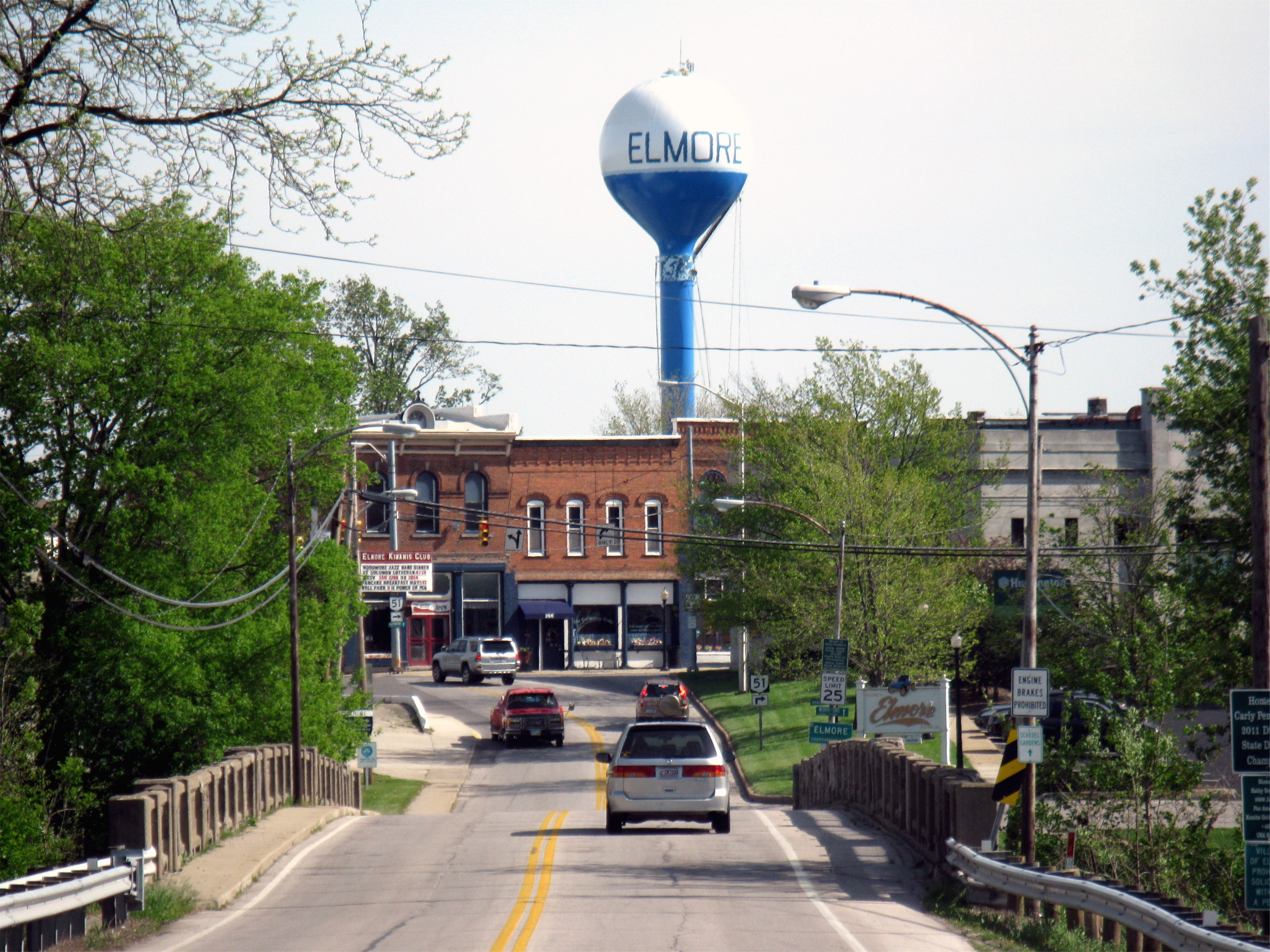
Elmore w roku 2012

Elmore – wieś w USA, w hrabstwie Ottawa, w stanie Ohio.

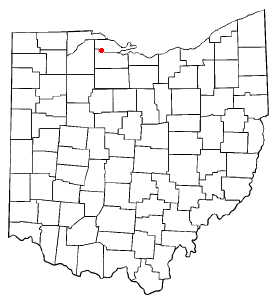
Elmore na planie stanu Ohio

W roku 2010, 27,2% mieszkańców było w wieku poniżej 18 lat, 6% było w wieku od 18 do 24 lat, 25,5% było od 25 do 44 lat, 24,2% było od 45 do 64 lat, a 17% było w wieku 65 lat lub starszych. We wsi było 48,7% mężczyzn i 51,3% kobiet.
Liczba mieszkańców w 2010 roku wynosiła 1410.

## Atrakcje
- Arboretum i ogrody „Schedel” – dobrze zachowany ogród botaniczny i dendrologiczny na brzegu rzeki w Elmore